# Port lotniczy Genewa-Cointrin
Port lotniczy Genewa (IATA: GVA, ICAO: LSGG) – międzynarodowy port lotniczy położony 4 km na północ od centrum Genewy. Jest drugim co do wielkości portem lotniczym Szwajcarii, obsługującym rocznie ponad 16 milionów pasażerów. Służy jako węzeł przesiadkowy Swiss International Air Lines i easyJet Switzerland.
Jego północna granica biegnie wzdłuż granicy szwajcarsko-francuskiej i do lotniska możliwy jest dostęp z obu krajów. Operacje towarowe są również dostępne z obu krajów, co sprawia, że Genewa stała się centrum dystrybucyjnym Unii Europejskiej pomimo tego, że Szwajcaria nie jest jej członkiem. Lotnisko częściowo znajduje się w obrębie gminy Meyrin i częściowo w gminie Le Grand-Saconnex.

## Historia

### Wczesne lata
Obecne lotnisko genewskie powstało w 1919 jako proste lądowisko położone w Cointrin, w pobliżu Genewy. Od 1926 do 1931, drewniane wiaty zostały zastąpione przez trzy betonowe hale. W tym czasie ruch lotniczy był jeszcze niewielki, z połączeniami Lufthansy z Berlina do Barcelony poprzez Halle, Lipsk, Genewę i Marsylię. Swissair obsługiwał również trasę Genewa-Lyon-Paryż w codeshare z towarzystwem Air Union.
W 1930 lotnisko w Genewie obsługiwało sześć linii lotniczych, z siedmioma różnymi trasami. W 1937 został zbudowany pierwszy betonowy pas startowy o długości 405 i szerokości 21 m. W 1938 do Genewy latało osiem linii: Swissair, KLM, Lufthansa, Air France, Malert (Węgry), AB Aerotransport (Szwecja), Alpar (Szwajcaria) i Imperial Airways (UK).
Podczas II wojny światowej władze szwajcarskie wstrzymały wszystkie loty ze Szwajcarii. W 1945 wydłużono pas startowy do 1200 m, a władze zgodziły się na projekt wart 2,3 mln franków szwajcarskich na budowę pierwszego terminalu w Genewie. W 1946 nowy terminal - który jest dziś używany jako Terminal 2 - był gotowy do użycia, a pas startowy lotniska został przedłużony raz jeszcze do 2000 m. W 1947 rodbył się pierwszy lot do Nowego Jorku, wykonany przez Swissair samolotem Douglas DC-4. 17 lipca 1959 wylądował w Genewie pierwszy samolot odrzutowy - był to lot Sud Aviation Caravelle. 11 lat później wylądował tu pierwszy raz Boeing 747 linii TWA.

### Rozwój od lat 60.
Aby zapewnić rozwój ruchu odrzutowego, w 1960 został przedłużony pas startowy do obecnej długości 3900 m. Jest to rzadka długość na lotniskach tej wielkości i mógł zostać przedłużony tylko kiedy zmieniono granicę francusko-szwajcarską. Rozszerzenie spowodowało również budowę obecnego tunelu prowadzącego do Ferney-Voltaire i wspólnego pogranicza na jej północnej stronie, co jest nietypowe dla Szwajcarii, że znajduje się w całości na terytorium Francji. W wyniku tego procesu stara wioska La Limite przestała istnieć.
W 1968 rozpoczęto budowę drugiego pasa startowego i zaproponowano budowę nowego terminalu, ale ostatecznie koncepcja ta nigdy nie została zrealizowana. 7 maja 1968 na lotnisku otwarto Główny Terminal, który mógł obsłużyć 7 mln pasażerów rocznie. Liczba ta został osiągnięta w 1985.
Mimo że nigdy nie było regularnych połączeń naddźwiękowym samolotem Concorde ze Szwajcarii, statek ten dwa razy wylądował w Genewie. 31 sierpnia 1976 ponad 5000 osób przyszło zobaczyć lądowanie Concorde.
W 1987 Lotnisko w Genewie uzyskało połączenie z szwajcarskim systemem kolejowym, z nowego dworca zbudowanego w pobliżu głównego terminalu. Od tego czasu lotnisko przeszło wiele modernizacji. Dwa z trzech terminali zostały zmodernizowane i wyposażone w rękawy, a nowy terminal został zbudowany przed głównym terminalem z 12 nowymi rękawami, plus dwoma bramami na parterze.

### Przyszłe inwestycje

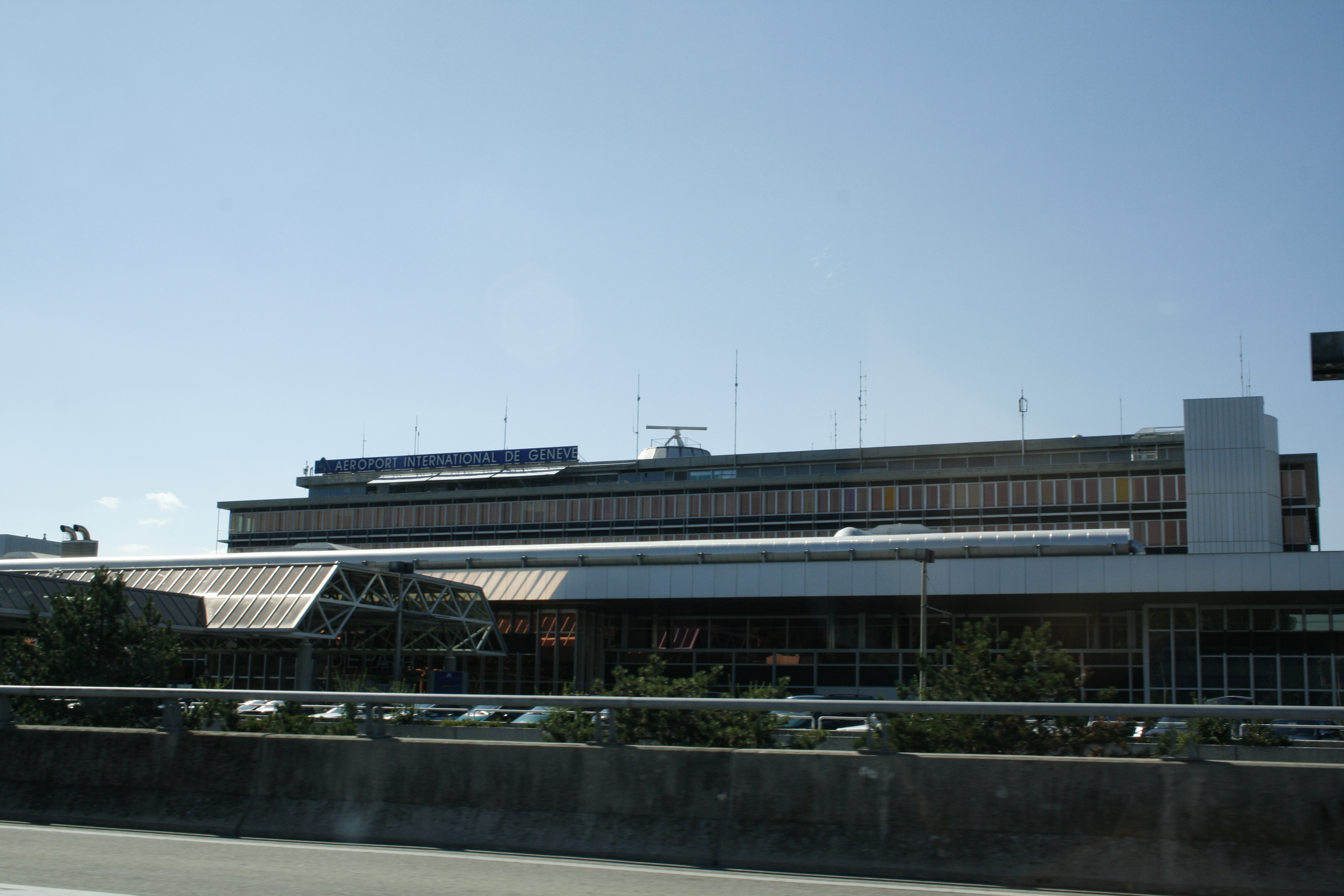
Główny Terminal lotniska

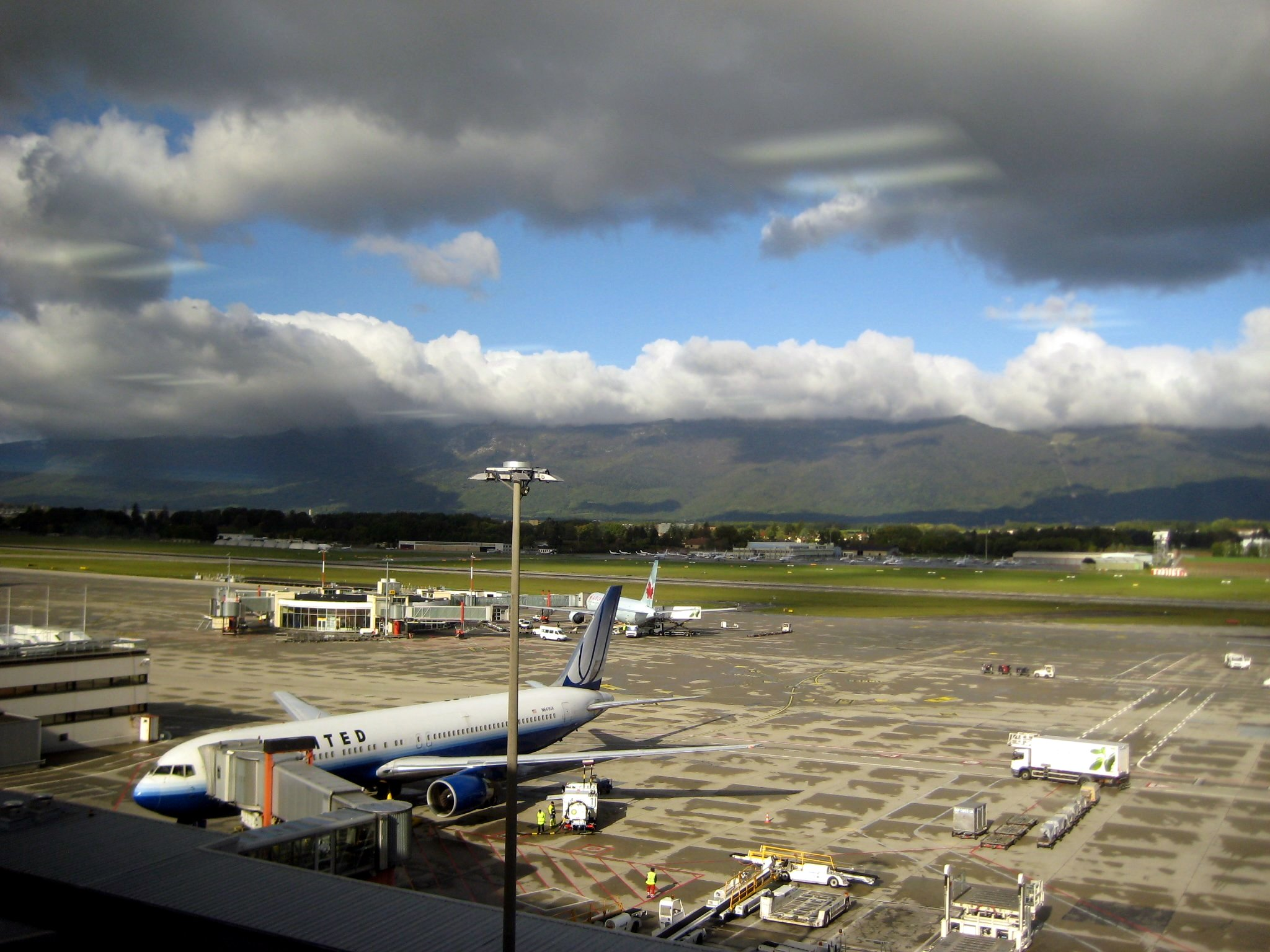
Widok na płytę postojową

Zmiany zostały już wykonane w głównym terminalu z budową strefy chek-in z nową restauracją i sklepami wolnocłowymi, a także nową strefą kontroli bezpieczeństwa.
Master plan 2007-2015 zbliża się do końca realizacji z budową pirsu C, który pozwoli siedmiu szerokokadłubowym samolotom takim jak Boeing 777 lub Airbus A330 na podłączenia do terminalu poprzez rękawy. Nowy terminal będzie również wykorzystywany przez linie lotnicze korzystające z mniejszych samolotów i lotów do krajów spoza strefy Schengen. Dodatkowo, nowy obiekt zastąpi przestarzały i dużo za mały obiekt część dla Schengen, który został zbudowany jako tymczasowe rozwiązanie już w latach 70.

## Linie lotnicze i połączenia

### Pasażerskie
| Linia lotnicza         | Kierunek |
| ---------------------- | --- |
| Aegean Airlines        | 1. Ateny |
| Aer Lingus             | 1. Dublin |
| Air Albania            | 1. Tirana |
| Air Algérie            | 1. Algier |
| Air Arabia             | 1. Casablanca |
| airBaltic              | Sezonowo: 1. Ryga 2. Tallin |
| Air Canada             | 1. Montreal-Trudeau |
| Air China              | 1. Pekin |
| Air France             | 1. Paryż-Charles de Gaulle |
| Air Mauritius          | Sezonowo: 1. Mauritius |
| Air Mountain           | Sezonowo: 1. Saint-Tropez |
| Air Serbia             | 1. Belgrad (wznowione 23 czerwca 2025) |
| AJet                   | Sezonowo: 1. Ankara 2. Antalya |
| arkia                  | 1. Tel Awiw (od 7 lipca 2025) |
| Austrian Airlines      | 1. Wiedeń |
| British Airways        | 1. Londyn-Heathrow Sezonowo: 1. Londyn-City 2. Londyn-Gatwick 3. Londyn-Stansted |
| Brussels Airlines      | 1. Bruksela |
| China Eastern Airlines | 1. Szanghaj-Pudong (od 16 czerwca 2025) |
| Delta Air Lines        | Sezonowo: 1. Nowy Jork-JFK |
| easyJet                | 1. Agadir 2. Alicante 3. Amsterdam 4. Barcelona 5. Belgrad 6. Berlin 7. Birmingham 8. Bordeaux 9. Brindisi 10. Bristol 11. Bruksela 12. Budapeszt 13. Katania 14. Kopenhaga 15. Dżerba 16. Edynburg 17. Enfidha 18. Madera 19. Lille 20. Lizbona 21. Londyn-Gatwick 22. Londyn-Luton 23. Malaga 24. Manchester 25. Marrakesz 26. Nantes 27. Neapol 28. Nicea 29. Palermo 30. Palma de Mallorca 31. Paryż-Orly 32. Porto 33. Praga 34. / Prisztina 35. Rabat 36. Rzym-Fiumicino 37. Santiago de Compostela 38. Sewilla 39. Skopje 40. Sztokholm-Arlanda 41. Tel Awiw 42. Teneryfa-Południe 43. Tuluza 44. Wenecja Sezonowo: 1. Aberdeen 2. La Coruña 3. Ajaccio 4. Antalya 5. Ateny 6. Bari 7. Bastia 8. Belfast-International 9. Bilbao 10. Bournemouth 11. Cagliari 12. Calvi 13. Chania 14. Korfu 15. Dubrownik 16. Faro 17. Figari 18. Glasgow 19. Gran Canaria 20. Heraklion 21. Hurghada 22. Ibiza 23. Kos 24. Lamezia Terme 25. La Rochelle 26. Lanzarote 27. Liverpool 28. Londyn-Southend 29. Londyn-Stansted 30. Malta 31. Menorka 32. Mykonos 33. Newcastle 34. Olbia 35. Pula 36. Rodos 37. Santorini 38. Szarm el-Szejk 39. Southampton 40. Split 41. Tirana 42. Tivat 43. Walencja |
| EgyptAir               | 1. Kair |
| El Al                  | 1. Tel Awiw |
| Emirates               | 1. Dubaj |
| Ethiopian Airlines     | 1. Addis Abeba 2. Manchester |
| Etihad Airways         | 1. Abu Zabi |
| Eurowings              | 1. Düsseldorf 2. Praga |
| Finnair                | 1. Helsinki |
| Flynas                 | Sezonowo: 1. Rijad (od 24 czerwca 2025) |
| Gulf Air               | Sezonowo: 1. Bahrajn 2. Mediolan-Malpensa |
| Iberia                 | 1. Madryt |
| Icelandair             | Sezonowo: 1. Reykjavík-Keflavík |
| ITA Airways            | 1. Rzym-Fiumicino |
| Jet2.com               | Sezonowo: 1. Birmingham 2. Bristol 3. East Midlands 4. Edynburg 5. Glasgow 6. Leeds/Bradford 7. Londyn-Stansted 8. Manchester 9. Newcastle |
| KLM                    | 1. Amsterdam |
| Kuwait Airways         | 1. Kuwejt |
| LOT                    | 1. Warszawa-Chopin |
| Luxair                 | 1. Luksemburg |
| Middle East Airlines   | 1. Bejrut |
| Norwegian Air Shuttle  | 1. Oslo-Gardermoen Sezonowo: 1. Kopenhaga |
| Nouvelair              | Sezonowo: 1. Tunis |
| Pegasus Airlines       | 1. Antalya 2. Stambuł-Sabiha Gökçen |
| PLAY                   | Sezonowo: 1. Reykjavík-Keflavík |
| Qatar Airways          | 1. Doha |
| Royal Air Maroc        | 1. Casablanca 2. Marrakesz |
| Royal Jordanian        | 1. Amman |
| Saudia                 | 1. Dżudda 2. Rijad |
| SAS                    | 1. Kopenhaga 2. Oslo-Gardermoen 3. Sztokholm-Arlanda |
| SunExpress             | Sezonowo: 1. Antalya 2. Kayseri |
| SWISS                  | 1. Ateny 2. Berlin 3. Bruksela 4. Kopenhaga 5. Dublin 6. Frankfurt 7. Lizbona 8. Londyn-Heathrow 9. Malaga 10. Marrakesz 11. Monachium 12. Nowy Jork-JFK 13. Nicea 14. Porto 15. / Prisztina 16. Sarajewo 17. Sztokholm-Arlanda 18. Walencja 19. Zurych Sezonowo: 1. Alicante 2. Antalya 3. Biarritz 4. Brindisi 5. Katania 6. Korfu 7. Cork 8. Dżerba 9. Faro 10. Florencja 11. Madera 12. Göteborg 13. Hamburg 14. Heraklion 15. Hurghada 16. Ibiza 17. Kalamata 18. Kittilä 19. Kos 20. Larnaka 21. Londyn-City 22. Londyn-Gatwick 23. Menorka 24. Mykonos 25. Olbia 26. Oslo-Gardermoen 27. Palma de Mallorca 28. Ponta Delgada 29. Rodos 30. Santorini 31. Saloniki 32. Wiedeń 33. Zakintos |
| TAP Portugal           | 1. Lizbona 2. Porto |
| Transavia              | Sezonowo: 1. Rotterdam |
| Tunisair               | 1. Tunis Sezonowo: 1. Dżerba |
| Turkish Airlines       | 1. Stambuł |
| United Airlines        | 1. Newark 2. Waszyngton-Dulles |
| Vueling                | 1. Barcelona |

### Cargo
| Linia lotnicza                                     | Kierunek                            |
| -------------------------------------------------- | ----------------------------------- |
| DHL Aviation                                       | 1. Bruksela 2. Lipsk/Halle          |
| TNT Airways                                        | 1. / Bazylea-Miluza 2. Liège        |
| UPS Airlines obsługiwane przez Farnair Switzerland | 1. / Bazylea-Miluza 2. Kolonia/Bonn |

## Transport publiczny z lotniska
- W hali przylotów istnieje możliwość otrzymania z automatu darmowego biletu, obowiązującego we wszystkich publicznych formach transportu (pociągi i autobusy), umożliwiający poruszanie się po mieście. Bilet jest ważny 80 minut (wraz z biletem lotniczym) i jest dostępny tylko dla lądujących w Genewie[27].

### Pociąg

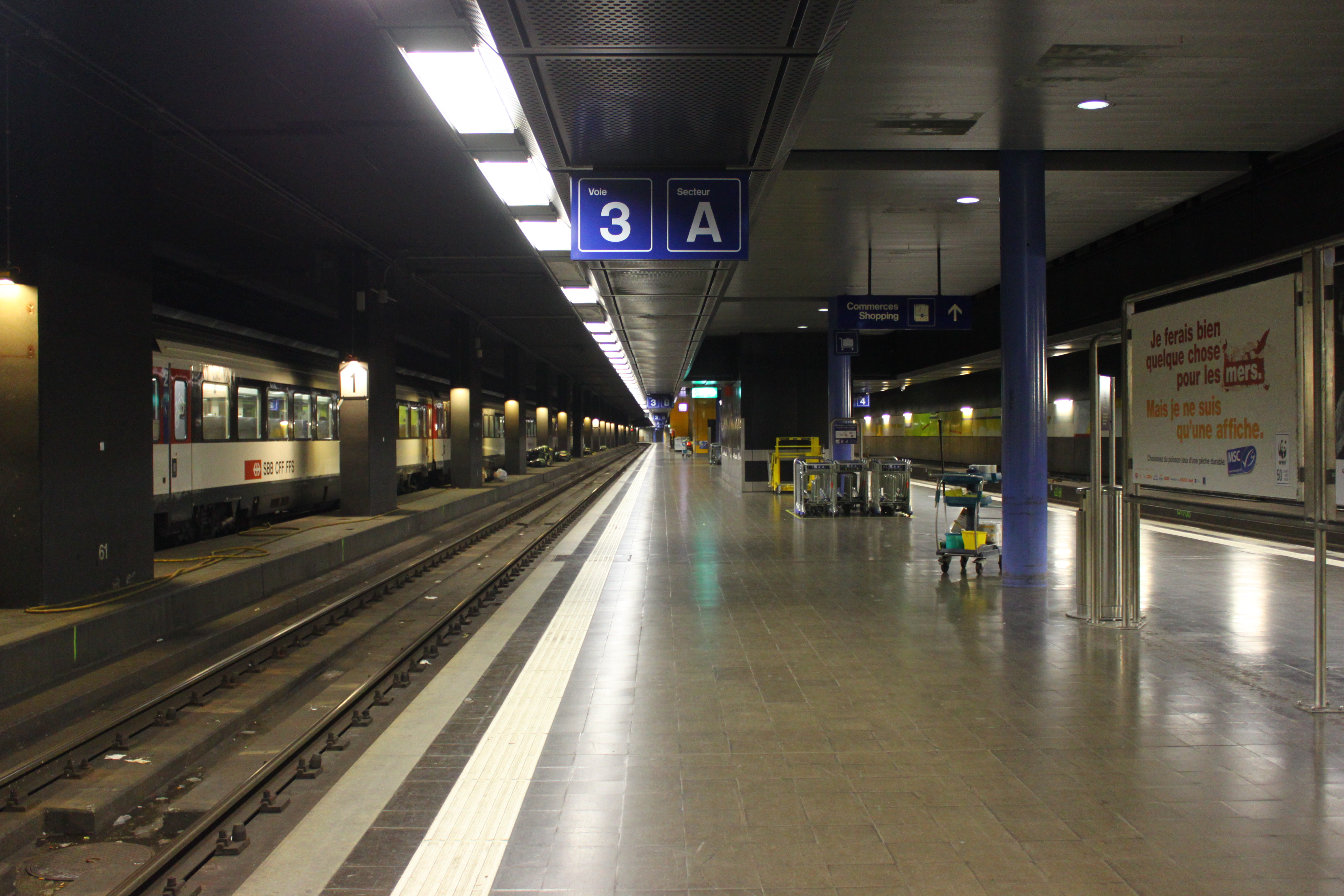
Stacja kolejowa na lotnisku

Lotnisko znajduje się 4 km od centrum Genewy. Znajduje się tu końcowa stacja kolejowa z bezpośrednimi połączeniami - poprzez stację Cornavin w Genewie - do innych miast w Szwajcarii, a także do Francji (głównie do Lyonu).

### Autobus
Istnieją lokalne autobusy, które zatrzymują się na lotnisku (Transports Publics Genevois). Są też autobusy do i z Annecy we Francji, a także sezonowe autobusy do kurortów narciarskich takich jak Chamonix we Francji i ośrodków narciarskich w Szwajcarii.

## Wypadki i incydenty lotnicze
- W 1950 lot Air India 245, Lockheed Constellation, rozbił się przy zejściu na Mont Blanc w kierunku Genewy.
- W roku 1966 miał miejsce bardzo podobny wypadek, gdy lot Air India 101 Boeing 707 rozbił się przy zejściu na Mont Blanc w kierunku Genewy.